# Mesorhaga lata
Mesorhaga lata är en tvåvingeart som beskrevs av Becker 1922. Mesorhaga lata ingår i släktet Mesorhaga och familjen styltflugor. Inga underarter finns listade i Catalogue of Life.